# Grgur VIII.
Grgur VIII., rođen kao Alberto de Morra, (Benevento, o. 1105. – Pisa, 17. prosinca 1187.), rimski papa od 21. listopada 1187. do 17. prosinca 1187. godine.

## Životopis
Podrijetlom je iz beneventanske plemićke obitelji. Postao je redovnik u ranoj mladosti, ali povijesni izvori se kolebaju je li pripadao cistercitima ili benediktincima iz Monte Cassina. Papa Hadrijan V. (1154. – 1159.) imenovao ga je 1155. đakonskim kardinalom, a 1158. prezbiterskim kardinalom s titulom od San Lorenza.
U razdoblju 1161. – 1162. bio je papinski legat u Dalmaciji i Ugarskoj, a 1163. boravio je kod cara Fridrika Barbarose. Od 1165. do 1167. boravio je opet u Dalmaciji i tamo je izabran za splitskog nadbiskupa i metropolita, no ponudu je na kraju odbio.
Godine 1172. papa Aleksandar III. imenovao ga je kancelarom. Isti papa poslao ga je kao papinskog legata u Englesku istražiti ubojstvo Thomasa Becketa, a također je, u papino ime okrunio i portugalskog kralja Alfonsa II.
Izabran je za papu krajem 1187. godine i na toj funkciji bio je svega 57 dana. Pokopan je u katedrali u Pisi.